# Galenomys garleppi
Galenomys garleppi е вид бозайник от семейство Хомякови (Cricetidae), единствен представител на род Galenomys.

## Разпространение
Видът е разпространен в Боливия и Перу.